# جيمي غاتيت
جان ميشيل غاتيت (بالإنجليزية: Jean-Michel Gatete)‏ (مواليد 11 ديسمبر 1982 في بوجمبورا) لاعب كرة قدم رواندي دولي يجيد اللعب في خط الهجوم . يلعب حاليا لصالح نادي رايون سبورت الرواندي من سنة 2007 .

## روابط خارجية
- جيمي غاتيت على موقع قاعدة بيانات كرة القدم.إي يو (الإنجليزية)
- جيمي غاتيت على موقع ناشيونال فوتبول تيمز (الإنجليزية)
- جيمي غاتيت على موقع Soccerway.com (الإنجليزية)